# Juguetes de guerra
Juguetes de guerra (título original: The Pentagon Wars) es un telefilme cómico de 1998 dirigido por Richard Benjamin y protagonizada por Kelsey Grammer, Cary Elwes y Viola Davis. 
El filme está basado en hechos reales, que fueron recogidos en el libro del coronel retirado de la Fuerzas Aéreas James C. Burton.

## Argumento
El coronel James Burton es un hombre que ha sido designado para comprobar la eficacia de un nuevo modelo de transporte de tropas, cuya puesta en marcha quieren acelerar las altas instancias. Como tal él descubre numerosos intereses políticos en el diseño y adicionalmente serios fallos en el sistema de seguridad. Eso convencerá a Burton de la necesidad de suspender el proyecto, pero serán necesarios 17 años y 14 billones de dólares para conseguirlo.

## Reparto
| Actor            | Personaje                |
| ---------------- | ------------------------ |
| Kelsey Grammer   | General Partridge        |
| Cary Elwes       | Coronel James Burton     |
| Viola Davis      | Sargento Fanning         |
| John C. McGinley | Coronel J.D. Bock        |
| Tom Wright       | Mayor William Sayers     |
| Clifton Powell   | Sargento Benjamin Dalton |
| Dewey Weber      | Spec-4 Granger           |
| Richard Schiff   | Coronel Smith            |
| J.C. MacKenzie   | Jones                    |
| Richard Benjamin | Caspar Weinberger        |

## Recepción
Hoy en día la película ha sido valorada en portales cinematográficos. En IMDb, con unos 5100 votos registrados, el filme obtiene una media ponderada de 7,2 sobre 10. En cuanto a Rotten Tomatoes, los más de 500 votos registrados le dieron allí una valoración media de 3,9 de 5. También cabe destacar, que en el periódico La Vanguardia los usuarios que dieron su opinión allí le dieron a la película una aprobación del 70 %.